# Electra flagellum
Electra flagellum är en mossdjursart som först beskrevs av William MacGillivray 1882.  Electra flagellum ingår i släktet Electra och familjen Electridae. Utöver nominatformen finns också underarten E. f. lesueuri.